# Brezovička
Brezovička (slowakisch 1927–1948 „Hamborek“ – bis 1927 „Hamburek“; deutsch Hamburg oder Hamborg, ungarisch Hámbor – bis 1907 Hamborg) ist eine Gemeinde im Osten der Slowakei mit 416 Einwohnern (Stand 31. Dezember 2024). Sie gehört zum Okres Sabinov, einem Kreis des Prešovský kraj, sowie zur traditionellen Landschaft Šariš.

## Geographie
Die Gemeinde befindet sich am Osthang der Leutschauer Berge im Tal des Baches Slavkovský potok. Das Ortszentrum liegt auf einer Höhe von 494 m n.m. und ist 24 Kilometer von Sabinov, 37 Kilometer von Levoča sowie 42 Kilometer von Prešov entfernt.

## Geschichte
Brezovička wurde um die Mitte des 13. Jahrhunderts gegründet und zum ersten Mal 1320 als Haynburg schriftlich erwähnt. Schon 1307 hatte das Geschlecht der Berzeviczy oberhalb des Dorfes eine Burg errichtet, die wahrscheinlich in der Gemarkung Zámčisko stand und im 15. Jahrhundert unterging. Spuren dieser oval angelegten Hamborek sind noch zu erkennen. Hier liegt wohl auch der Ursprung des Namens. „Ham“ bezeichnete einen Ausläufer; dieser Bedeutung zufolge bedeutet der Name „Burg auf einem Ausläufer“.
Das Dorf lag viele Jahre im Herrschaftsbereich von Torysa. Im späten Mittelalter gab es in der Nähe ein Kloster der Kartäuser. 1787 zählte man 63 Häuser, 1828 84 Häuser und 624 Einwohner, die Bauern und Getreidehändler waren. Die Dorfschule, 1868 gegründet, erhielt 1907 einen Neubau. In den 1930er Jahren gab es im Dorf drei Sägewerke und drei Mühlen.
Bis 1918 gehörte der im damaligen Komitat Scharosch liegende Ort zum Königreich Ungarn, kam danach zur Tschechoslowakei und gehört heute zur 1993 unabhängig gewordenen Slowakei. 1948, nach der kommunistischen Machtübernahme, zählte Brezovička zu den mehr als 700 Gemeinden mit ungarischen oder deutschen Namenswurzeln, die aus politischen Gründen eine slowakische Namensform erhielten.

## Bevölkerung
| Jahr                | 1994 | 2004    | 2014    | 2024    |
| ------------------- | ---- | ------- | ------- | ------- |
| Anzahl der Personen | 395  | 422     | 424     | 416     |
| Unterschied         |      | +6,83 % | +0,47 % | −1,88 % |

| Jahr                | 2023 | 2024    |
| ------------------- | ---- | ------- |
| Anzahl der Personen | 406  | 416     |
| Unterschied         |      | +2,46 % |

Nach der Volkszählung 2011 wohnten in Brezovička 429 Einwohner, davon 409 Slowaken und zwei Tschechen. 18 Einwohner machten keine Angabe. 400 Einwohner bekannten sich zur römisch-katholischen Kirche und je drei Einwohner zur griechisch-katholischen Kirche und zur tschechoslowakisch-hussitischen Kirche. Bei 23 Einwohnern ist die Konfession nicht ermittelt.
Ergebnisse nach der Volkszählung 2001 (422 Einwohner):
| Nach Ethnie: - 96,45 % Slowaken - 2,13 % Roma - 0,24 % Polen - 0,24 % Tschechen | Nach Konfession: - 93,84 % römisch-katholisch - 5,45 % keine Angabe - 0,47 % griechisch-katholisch - 0,24 % tschechoslowakisch-hussitisch |

## Bauwerke
- römisch-katholische Martinskirche, ursprünglich im 13. Jahrhundert gebaut, 1713 barockisiert, 1857–59 erweitert
- Landschloss aus dem Jahr 1603, war einst Sitz der 1984 aufgelösten Grundschule
- Kapelle im klassizistischen Stil aus dem Jahr 1830

## Söhne und Töchter der Gemeinde
- Henrich Berzeviczy (1652–1713), Schriftsteller und Mathematiker